# О’Нилл, Джек
Джек О’Нилл (англ. Jack O'Neill; 27 марта 1923 — 2 июня 2017) — американский бизнесмен, которому часто приписывают изобретение гидрокостюма.

## Биография
В 1952 году основал бренд O’Neill, открыв один из первых в Калифорнии магазинов серфинга в гараже на Большом шоссе в Сан-Франциско, недалеко от своего любимого спортивного зала. Это привело к созданию компании, которая занимается гидрокостюмами, серфингом и одеждой. Имя Джека О’Нилла прикреплено к спортивной одежде и его марке серфингового оборудования. Хотя О’Нилл широко известен как изобретатель гидрокостюма, исследование показало, что настоящим изобретателем, скорее всего, был физик Калифорнийского университета в Беркли Хью Брэднер.
В 2002 году О’Нилл стал обладателем премии «Предприниматель года EY» для региона Северной Калифорнии.
О’Нилл проживал на пляже в Санта-Круз, штат Калифорния, с 1959 года до смерти в 2017 году.